# Манник замеченный
Манник замеченный (лат. Glycéria notáta), или манник складчатый (Glyceria plicáta), — многолетнее травянистое растение, вид рода Манник (Glyceria) семейства Злаки (Gramineae).

## Описание

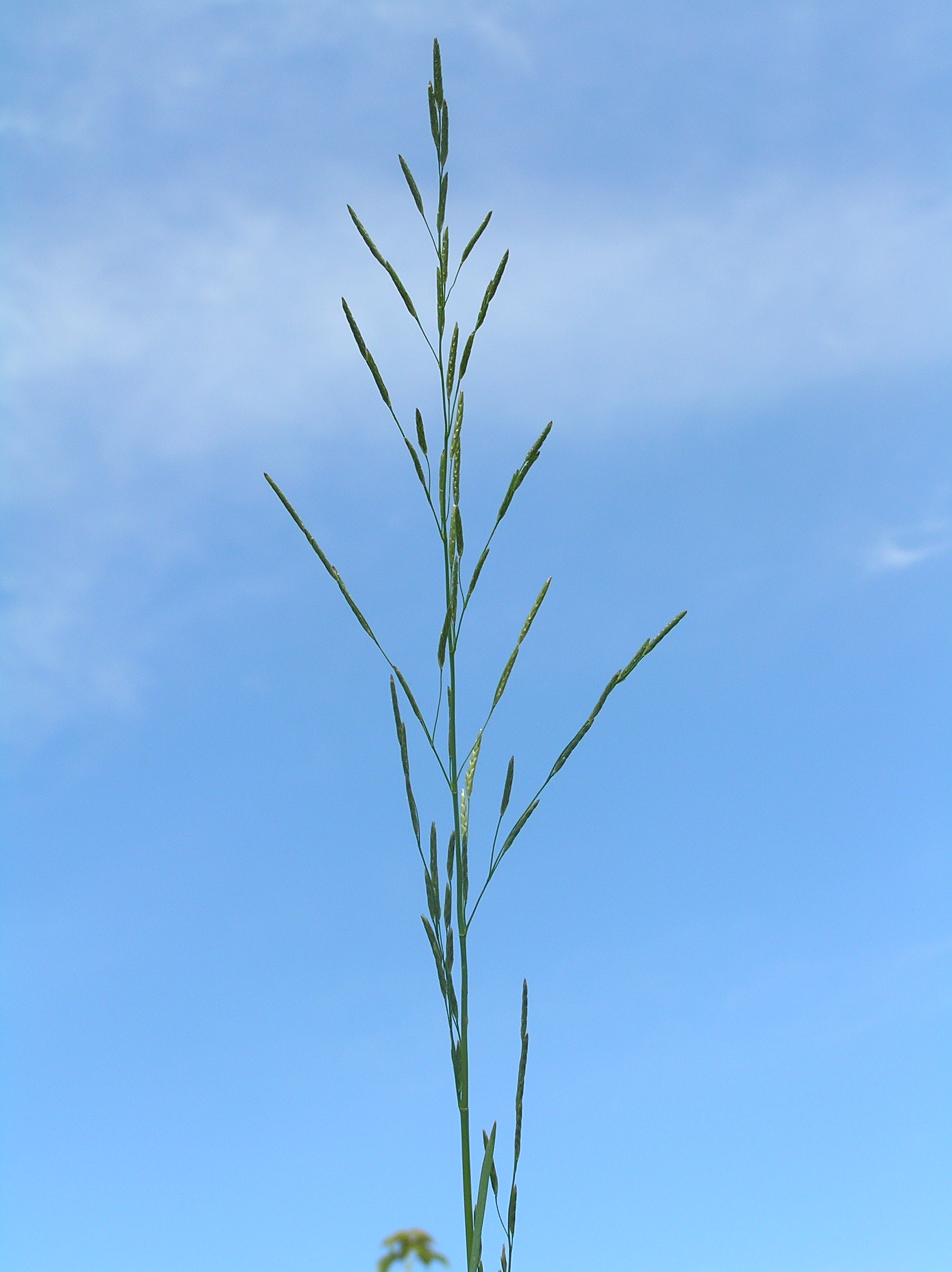
Метёлка манника замеченного

Многолетнее травянистое растение с коротким ползучим корневищем. Стебель полулежачий, в нижних узлах укореняющийся, до 70 см высотой.
Листья 4—8 мм шириной, снизу по краям с мелкими шипиками и оттого шероховатые. Язычок до 5—7 мм длиной, расщеплённый. Влагалище сплюснутое, в верхней части с мелкими шипиками.
Колоски собраны в метёлки, на одной её веточке обычно по 3—4 узкоцилиндрических бледно-зелёных колоска 8—15 мм длиной. Веточки немного шероховатые, слабо отогнутые от оси метёлки. Колосковые чешуи яйцевидные, 1,5—3,5 мм длиной. Нижние цветковые чешуи с плёнчатым закруглённым концом, 3,5—5 мм длиной. Тычинки в числе трёх, с жёлтыми пыльниками 0,8—1,4 мм длиной.

## Распространение
Широко распространённое в Евразии и Северной Африке растение. Занесено в Австралию и Новую Зеландию, на Гавайи, в Коста-Рику и Колумбию.
В Хорватии и на Мальте манник замеченный считается вымирающим видом, внесён в государственные Красные книги.
Встречается в любых увлажнённых местах — на лугах, по берегам водоёмов, у канав.

## Таксономия

### Синонимы
- Glyceria acutiuscula H.Scholz, 1995
- Glyceria fluitans subsp. obtusifolia (Sond.) Čelak., 1867
- Glyceria fluitans subsp. plicata Fr., 1839
- Glyceria fluitans var. integra Dumort., 1824
- Glyceria fluitans var. notata (Chevall.) N.H.F.Desp., 1838
- Glyceria fluitans var. obtusifolia Sond., 1851
- Glyceria fluitans var. plicata (Fr.) Griseb., 1852
- Glyceria minor Pauquy, 1831
- Glyceria plicata (Fr.) Fr., 1843
- Glyceria turcomanica Kom., 1934
- Panicularia plicata (Fr.) Druce, 1898